# Slava (relojes)
La marca Slava ("Cлава", palabra que en ruso significa "Gloria") denomina a una serie de relojes "civiles" clásicos producidos en Rusia. Su fábrica (conocida originalmente como la Segunda Fábrica de Relojes de Moscú) fue la segunda relojería no militar fundada en la Unión Soviética, en 1924. Sus relojes siempre estuvieron destinados al consumo civil, sin pretensiones militares ni vinculación alguna a la tecnología aeroespacial.

## Historia
En 1919, la Unión Soviética compró e importó dos fábricas de relojes de EE. UU. para fundar su propia industria relojera. La primera, conocida como la Primera Fábrica de Relojes de Moscú, producía relojes Poljot. La segunda, también en Moscú, inició la producción de relojes en 1931, convirtiéndose en la marca Slava durante la década de 1950. A partir de 1985, durante la época de Mijaíl Gorbachov, la marca fabricó modelos para el partido comunista de la URSS.
En enero de 2006, la fábrica Slava y sus instalaciones se vendieron para su desarrollo minorista. En 2010, la fábrica fue demolida para dar paso a nuevos proyectos inmobiliarios. La marca fue adquirida por el municipio de Moscú mediante un canje de deuda.

## En la cultura popular
En la película de 2016 "Glory" (título original "Slava"), ambientada en la época contemporánea de Bulgaria, el reloj Slava del protagonista, con un grabado de su padre, desempeña un papel clave en la trama.